# Kim Stanley Robinson
Kim Stanley Robinson (Waukegan, Illinois, 1952. március 23. –) amerikai sci-fi-szerző.

## Élete
Egyetemi tanulmányait San Diegóban és Bostonban végezte, bölcsészdoktori disszertációját Philip K. Dick munkásságából írta. Jelenleg Washingtonban él feleségével, Lisa Howland Nowell-lel.

## Munkássága
Robinson több alkalommal nyerte el a Nebula- és a Hugo-díjat is.

### Legfontosabb regényei
- Három Kalifornia-trilógia (1984–1988)
  - The Wild Shore (1984)
  - The Gold Coast (1988)
  - Pacific Edge (1988)
- Mars-sorozat (1992–1999) 15 évnyi kutatómunka eredményeként született meg.
  - Red Mars (Vörös Mars)
  - Green Mars
  - Blue Mars
- The Martians (1999)
- Antarctica (1997)
- The Years of Rice and Salt (A rizs és a só évei) (2002)
- Globális felmelegedés-trilógia (2004–2007)
  - Forty Signs of Rain (Árral szemben) (2004)
  - Fifty Degrees Below (2005)
  - Sixty Days and Counting (2007)

## Magyarul megjelent művei
- Vörös Mars; ford. Danka Sándor; N&N, Budapest, 2001 (Möbius)
- A rizs és a só évei; ford. Uram Tamás; Metropolis Media, Budapest, 2009 (Metropolis könyvek)
- Árral szemben; ford. Körmendi Ágnes; Metropolis Media, Budapest, 2010 (Metropolis könyvek)
- 2312; ford. Farkas Veronika; Agave Könyvek, Budapest, 2014
- Aurora; ford. Farkas Veronika; Agave Könyvek, Budapest, 2015
- New York 2140; ford. Farkas Veronika; Agave Könyvek, Budapest, 2017
- Vörös hold; ford. Farkas Veronika; Agave Könyvek, Budapest, 2018
- A Jövő Minisztériuma; ford. Farkas Veronika; Agave Könyvek, Budapest, 2022

## Fordítás
- Ez a szócikk részben vagy egészben  a   Kim Stanley Robinson című angol Wikipédia-szócikk fordításán alapul.  Az eredeti cikk szerkesztőit annak laptörténete sorolja fel. Ez a jelzés csupán a megfogalmazás eredetét és a szerzői jogokat jelzi, nem szolgál a cikkben szereplő információk forrásmegjelöléseként.

## További információ
- Kokas Károly: Robinson és a Kék Bolygó. Stanley Robinson és művei… s talán a legfontosabb könyve (SZTE Klebelsberg Könyvtár - blog  -- 2023.01.12.)